# LNB Pro A 2019/20
Die Saison 2019/20 ist die 27. Spielzeit der französischen Ligue Nationale de Basket Pro A, der höchsten Spielklasse im französischen Vereinsbasketball der Herren. Es ist die insgesamt 98. Meisterschaft im französischen Basketball der Herren und die 33. Meisterschaft seit Gründung der Ligue Nationale de Basket (LNB). Die Hauptrunde startete am 20. September 2019 und sollte ursprünglich im Mai 2020 mit dem 34. und letzten Spieltag enden.
Am 31. März 2020 wurde der Ligabetrieb aufgrund der COVID-19-Pandemie unterbrochen. Am 27. Mai 2020 wurde die aktuelle Saison abgebrochen und es wurde kein Meistertitel für diese Saison vergeben.
Als Titelverteidiger startete ASVEL Lyon-Villeurbanne in die Saison. Lyon-Villeurbanne trat zudem in der EuroLeague 2019/20 an. Mit Strasbourg IG, JDA Dijon und ÉB Pau-Lacq-Orthez traten drei Vereine in der Basketball Champions League 2019/20 an. Zudem starteten mit Nanterre 92, Limoges CSP und AS Monaco drei Teams im EuroCup 2019/20.
Aufsteiger zur Saison 2019/20 waren die Mannschaften Orléans Loiret Basket und Chorale Roanne Basket.

## Mannschaften
| Team                           | Stadt                       | Halle                                                    | Plätze        |
| ------------------------------ | --------------------------- | -------------------------------------------------------- | ------------- |
| Boulazac Basket Dordogne       | Boulazac                    | Le Palio                                                 | 05.200        |
| JL Bourg Basket                | Bourg-en-Bresse             | Ekinox                                                   | 03.548        |
| Élan Sportif Chalonnais        | Chalon-sur-Saône            | Le Colisée                                               | 04.540        |
| Champagne Châlons Reims Basket | Châlons-en-Champagne, Reims | Complexe René-Tys, Palais des Sports Pierre de Coubertin | 02.781, 2.791 |
| Cholet Basket                  | Cholet                      | Salle de la Meilleraie                                   | 05.191        |
| JDA Dijon                      | Dijon                       | Palais des Sports Jean-Michel Geoffroy                   | 04.628        |
| BCM Gravelines Dunkerque       | Gravelines                  | Sportica                                                 | 03.043        |
| Le Mans Sarthe Basket          | Le Mans                     | Antarès                                                  | 06.023        |
| ESSM Le Portel                 | Le Portel                   | Le Chaudron                                              | 03.500        |
| Limoges CSP                    | Limoges                     | Palais des sports de Beaublanc                           | 05.516        |
| ASVEL Lyon-Villeurbanne        | Lyon                        | Astroballe                                               | 05.556        |
| AS Monaco                      | Monaco                      | Salle Gaston Médecin                                     | 02.840        |
| JSF Nanterre                   | Nanterre                    | Palais des Sports                                        | 03.000        |
| Orléans Loiret Basket          | Orléans                     | Palais des sports d’Orléans                              | 03.222        |
| Levallois Metropolitans        | Paris                       | Palais des Sports Marcel Cerdan                          | 04.016        |
| ÉB Pau-Lacq-Orthez             | Pau, Lacq, Orthez           | Palais des Sports de Pau                                 | 07.800        |
| Chorale Roanne Basket          | Roanne                      | Halle André-Vacheresse                                   | 05.020        |
| Strasbourg IG                  | Straßburg                   | Rhenus Sport                                             | 06.200        |